# Argocoffeopsis eketensis
Argocoffeopsis eketensis är en måreväxtart som först beskrevs av Herbert Fuller Wernham, och fick sitt nu gällande namn av Elmar Robbrecht. Argocoffeopsis eketensis ingår i släktet Argocoffeopsis och familjen måreväxter. Inga underarter finns listade i Catalogue of Life.